# Theodoxus prevostianus
Theodoxus prevostianus е вид охлюв от семейство Neritidae. Видът е застрашен от изчезване.

## Разпространение и местообитание
Разпространен е в Австрия, Словения и Унгария.
Регионално е изчезнал в Румъния и Хърватия.
Обитава сладководни басейни и потоци.